# Andrítsaina-Kréstena
Andrítsaina-Kréstena (griego: Ανδρίτσαινα-Κρέστενα) es un municipio de la República Helénica perteneciente a la unidad periférica de Élide de la periferia de Grecia Occidental.
El municipio se formó en 2011 mediante la fusión de los antiguos municipios de Alifera, Andrítsaina y Skillounta, que pasaron a ser unidades municipales. La capital municipal es la villa de Kréstena en la unidad municipal de Skillounta. El municipio tiene un área de 422,3 km².
En 2011 el municipio tenía 14 109 habitantes.
Se sitúa en el sur de la unidad periférica, al sureste de Pirgos.